# Australiens filminstitut
Australiens filminstitut (Australian Film Institute) (AFI) är en australiensk organisation som syftar till att främja filmkulturen i landet. Organisationen bildades i november 1958 och ansvarar bland annat för den årliga AFI-ceremonin, där filmpriser i olika kategorier delas ut. Organisationen finansieras av regeringen, företagssponsring och omkring 10.000 medlemmar. 